# 中京学院大学
中京学院大学（ちゅうきょうがくいんだいがく、英語: Chukyo Gakuin University、公用語表記: 中京学院大学）は、岐阜県中津川市千旦林1-104に本部を置く日本の私立大学。1986年創立、1993年大学設置。大学の略称は中京院大。

## 概要
母体は中京短期大学経営学科で同学科を大学に改組して1993年に開学。設置時は経営学部のみの単科大学であったが、2010年度から看護学部を設置し2学部体制となった。
安達学園創立者・安達壽雄（中京大学を設置している梅村学園創立者の梅村清光の息子）の生家が水戸藩士であったことから水戸学の「文武不岐」の精神を継承し、「文なき武は愚であり、武なき文は弱である」という思想を原点とする。
中津川キャンパスと瑞浪キャンパスを統合し、2026年3月閉校する多治見市の多治見市立笠原中学校に移転する計画である。校舎は笠原中学校の校舎を改修、及び新築し、2027年4月の移転の予定である
。また、2026年3月に閉校する多治見市医師会准看護学校の校舎を看護学部の実習施設とする予定である。

## 沿革
- 1962年12月 - 学校法人安達学園設立認可。
- 1966年4月 - 岐阜県瑞浪市に中京短期大学開学（家政科・保育科）。
- 1967年3月 - 中京短期大学付属中京幼稚園設立。
- 1973年 - 保育科を中津川市に移転。
- 1986年 - 中京短期大学に経営学科設置。
- 1990年 - 経営学科を中津川校地に、保育科を瑞浪校地に移転。
- 1992年12月 - 中京学院大学設立認可。
- 1993年4月 - 中京学院大学開学。中京短期大学経営学科募集停止。
- 1995年 - 中京短期大学経営学科廃止。
- 2010年4月 - 中京学院大学瑞浪キャンパスに看護学部設置。併設の中京短期大学を中京学院大学中京短期大学部とする。
- 2017年4月 - 中京学院大学中京短期大学部を中京学院大学短期大学部に改称。
- 2016年 - 硬式野球部が第65回全日本大学野球選手権大会で初出場・初優勝を達成。
- 2019年9月 - 学校法人中京学院設立認可。
- 2020年4月 - 運営法人が学校法人安達学園から学校法人中京学院となる。

## 設置学部・学科
- 経営学部
  - 経営学科
- 看護学部
  - 看護学科
- 短期大学部
  - 保育科
  - 健康栄養学科

## 学生生活

### クラブ・サークル活動
スポーツ
- 硬式野球部 - 東海地区大学野球連盟の岐阜学生野球リーグに所属。2016年、4年吉川尚輝らを擁し第65回全日本大学選手権で亜細亜大学などを破り進出した決勝戦で中央学院大学を下し初優勝を遂げた。

## 対外関係

### 他大学との協定

#### 国内大学
- 放送大学[2]

## 系列校
学校法人中京学院
- 中京学院大学短期大学部
- 中京こども園（短大部併設。旧中京幼稚園）

学校法人安達学園（現在は別法人）
- 中京高等学校 (岐阜県) - 学校法人安達学園の系列。中京学院大学附属中京高校の名称の附属学校だったが、2020年に中京学院大学が学校法人中京学院に移管されたため、現在は別法人の傘下になる。

その他
- 学校法人梅村学園（中京大学、中京大中京高が傘下になる。）
- 学校法人三重高等学校（三重中・高、梅村幼稚園が傘下になる。）

## 出身者
- 池ノ内亮介（元プロ野球選手、元大阪府警察警察官、中京学院大学硬式野球部コーチ）
- 菊池涼介（プロ野球選手）
- 吉川尚輝（プロ野球選手）
- 西尾歩真（プロ野球選手)
- 赤塚健利（プロ野球選手)

## 交通アクセス

### 中津川キャンパス
- JR中央本線 中津川駅から北恵那交通バス。
- 中央自動車道「中津川インター」バス停から「上手賀野」バス停へ、徒歩移動後北恵那交通バス。

### 瑞浪キャンパス
- JR中央本線 瑞浪駅からスクールバスで約5分。